# Верхнеключевской сельсовет
Верхнеключевско́й сельсовет — упразднённая административно-территориальная единица и бывшее муниципальное образование  со статусом сельского поселения в Катайском районе Курганской области Российской Федерации.
Административный центр — село Верхнеключевское.

## История
В соответствии с Законом Курганской области от 6 июля 2004 года № 419 сельсовет наделён статусом сельского поселения, включавший первоначально 2 населённых пункта (деревню Большая Горбунова и село Верхнеключевское).
Законом Курганской области от 31 октября 2018 года N 124, Зырянский сельсовет был упразднён, а его территории с 17 ноября 2018 года включена в состав Верхнеключевского сельсовета.
Законом Курганской области от 29 сентября 2022 года, Верхнеключевской сельсовет упразднён и как административно-территориальная единица, и как сельское поселение в связи с преобразованием муниципального района и объединением всех входивших в его состав поселений в муниципальный округ.
Территория упраздненного Верхнеключевского сельсовета впоследствии стала относиться к Западному территориальному отделу администрации Катайского муниципального округа.

## Население
| 1989 | 2002 | 2010 | 2012 | 2013  | 2014 | 2015 |
| ---- | ---- | ---- | ---- | ----- | ---- | ---- |
| 939  | ↘730 | ↘587 | ↘555 | ↘520  | ↘511 | ↗527 |
| 2016 | 2017 | 2018 | 2019 | 2020  |      |      |
| ↘519 | ↘511 | ↘479 | →479 | ↗1050 |      |      |

## Населённые пункты
В состав сельсовета входили 7 населённых пунктов:
| № | Населённый пункт  | Тип     | Население |
| - | ----------------- | ------- | --------- |
| 1 | Большая Горбунова | деревня | ↗19       |
| 2 | Борисова          | деревня | ↘269      |
| 3 | Верхнеключевское  | село    | ↘568      |
| 4 | Зырянка           | село    | ↘177      |
| 5 | Марай             | деревня | ↘167      |
| 6 | Окатова           | деревня | →6        |
| 7 | Чернушка          | деревня | ↗20       |